# Argyrotheca somaliensis
Argyrotheca somaliensis är en armfotingsart som beskrevs av Cooper 1973. Argyrotheca somaliensis ingår i släktet Argyrotheca och familjen Megathyrididae. Inga underarter finns listade i Catalogue of Life.